# Zangberg

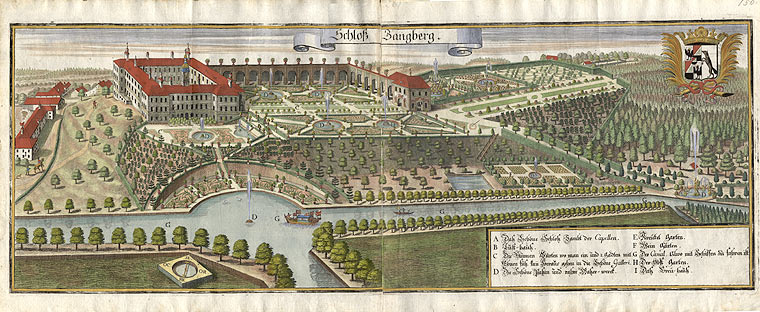
Zamek Zangberg z pocz. XVIII wieku

Zangberg – miejscowość i gmina w Niemczech, w kraju związkowym Bawaria, w rejencji Górna Bawaria, w regionie Südostoberbayern, w powiecie Mühldorf am Inn, wchodzi w skład wspólnoty administracyjnej Oberbergkirchen. Leży około 10 km na północny zachód od Mühldorf am Inn.

## Dzielnice
W skład gminy wchodzą następujące dzielnice: Atzging, Emerkam, Englhör, Hausmanning, Herrnteisenbach, Kaps, Kröppen, Landenham, Moos, Moosen, Palmberg, Permering, Stegham, Taubenthal, Weiher i Weilkirchen.

## Demografia
| Rok  | Liczba mieszk. |
| ---- | -------------- |
| 1970 | 569            |
| 1987 | 800            |
| 2000 | 947            |

### Struktura wiekowa
Dane o ludności z 31 grudnia 2008:
| Opis                                | Ogółem | Ogółem | Kobiety | Kobiety | Mężczyźni | Mężczyźni |
| ----------------------------------- | ------ | ------ | ------- | ------- | --------- | --------- |
| Jednostka                           | osób   | %      | osób    | %       | osób      | %         |
| Populacja                           | 1062   | 100    | 547     | 51,51   | 515       | 48,49     |
| Wiek przedprodukcyjny (0–17 lat)    | 199    | 18,74  | 105     | 9,89    | 94        | 8,85      |
| Wiek produkcyjny (18–65 lat)        | 646    | 60,83  | 320     | 30,13   | 326       | 30,7      |
| Wiek poprodukcyjny (powyżej 65 lat) | 217    | 20,43  | 122     | 11,49   | 95        | 8,95      |

## Polityka
Wójtem gminy jest Franz Märkl z CSU/FWG, rada gminy składa się z 12 osób.
|      | CSU/FWG | CFBG | Razem |
| 2008 | 7       | 5    | 12    |
| 2002 | 5       | 3    | 8     |